# フレッシュ・ワロンヌ2006
フレッシュ・ワロンヌ2006は、フレッシュ・ワロンヌの70回目のレース。2006年4月19日に行われた。

## 結果
シャルルロワからユイまでの202km。
| 順位 | 選手名                     | 国籍           | チーム                             | 時間          |
| ---- | -------------------------- | -------------- | ---------------------------------- | ------------- |
| 1    | アレハンドロ・バルベルデ   | スペイン       | ケス・デパーニュ                   | 4時間42分45秒 |
| 2    | サムエル・サンチェス       | スペイン       | エウスカルテル・エウスカディ       | 同            |
| 3    | カルステン・クローン       | オランダ       | チームCSC                          | 同            |
| 4    | フランク・シュレク         | ルクセンブルク | チームCSC                          | 同            |
| 5    | パトリック・ジンケヴィッツ | ドイツ         | T-モバイル                         | +3秒          |
| 6    | ダニーロ・ディルーカ       | イタリア       | リクイガス                         | +5秒          |
| 7    | ダビ・エチェバリア         | スペイン       | リベルティ・セグロス・ヴュルト     | +7秒          |
| 8    | コルド・ヒル               | スペイン       | サウニエル・ドゥバル＝プロディール | +10秒         |
| 9    | セルゲイ・イワノフ         | ロシア         | T-モバイル                         | +12秒         |
| 10   | マティアス・ケスラー       | ドイツ         | T-モバイル                         | +14秒         |